# GREEキャリア
GREEキャリア（ぐりーきゃりあ）とは、国内大手のSNS（ソーシャル・ネットワーキング・サービス）、GREEがかつて提供していた求人情報サービスのこと。

## 解説
従来の求人情報サイトに備わっていた求人情報検索機能を備え、著名人へのキャリアに関するインタビュー記事が充実しているのが魅力であったとされる。日記機能と連動したバトン形式でユーザーのキャリア意識を喚起してゆく「お仕事バトン」など、ユーザー参加型の求人情報サイトという独自のポジションを築いていた。
やがてGREEの携帯電話向けQ&Aサービス「グリキュー」と連動し、GREEユーザーが仕事上の悩み事を相談したり、職場での体験談を語り合ったり、雑談を行えるようになった。

## 現状
現在、このサービスは終了している。かつてGREEキャリアのサービスを運用していたURLでは「グリキュー」のみが存続していたが、2017年2月27日をもって｢グリキュー｣も終了した。